# Монстри на канікулах 4
«Монстри на канікулах: Трансформанія» (англ. Hotel Transylvania: Transformania; оригінальна назва — «Готель Трансільванія: Трансформанія») — американський комп'ютерний анімаційний комедійний фільм, прем'єра якого спочатку була намічена на 4 серпня 2021 року, але відкладена на 25 лютого 2022 року через пандемію Covid-19. Продовження мультфільму «Монстри на канікулах 3», фільм знятий режисером Дереком Драймоном за сценарієм Геннді Тартаковскі. В озвучуванні фільму взяли участь Енді Семберг, Салена Гомес, Кевін Джеймс, Девід Спейд, Стів Бушемі, Кіген-Майкл Кі, Моллі Шеннон, Френ Дрешер, Мел Брукс і Кетрін Хан.

## В ролях
| Персонаж                   | Озвучування (оригінал) |
| -------------------------- | ---------------------- |
| Дракула                    | Брайан Халл            |
| Джонатан                   | Енді Семберг           |
| Мейвіс                     | Салена Гомес           |
| Франкенштейн               | Кевін Джеймс           |
| Гріффін (Людина-невидимка) | Девід Спейд            |
| Вольфич                    | Стів Бушемі            |
| Мюррей (Мумія)             | Кіген-Майкл Кі         |
| Ванда                      | Моллі Шеннон           |
| Юніс                       | Френ Дрешер            |
| Вінні                      | Седі Сендлер           |
| Влад                       | Мел Брукс              |
| Еріка Ван Гельсинг         | Кетрін Ган             |

## Виробництво
26 лютого 2019 року Sony Pictures Animation оголосила, що в розробці знаходиться четвертий фільм франшизи «Монстри на канікулах». 4 жовтня 2019 року Геннді Тартаковський підтвердив, що не буде режисером фільму. В квітні 2021 року Sony підтвердило, що Адам Сендлер не буде озвучувати роль Дракули.
17 вересня 2020 року Дженніфер Клушка і Дерек Драймон, разкадровщики перших двох фільмів «Монстри на канікулах» і колишній учасник знімальної групи мультсеріалів «Губка Боб Квадратні Штани» і «Час пригод», були затверджені в якості режисерів фільму, а Тартаковський напише сценарій. І виступить в якості виконавчого продюсера разом з Саленою Гомес.

### Анімація
Виробництво велося дистанційно під час пандемії COVID-19.

## Випуск
Спочатку планувалося, що «Монстри на канікулах 4» вийде в прокат 4 серпня 2021 року. Але пізніше 24 квітня 2020 року фільм був перенесений на 6 серпня 2021 року. У червні 2021 року стало відомо, що фільм був перенесений на 1 жовтня 2021 року. Пізніше фільм знову перенесли на 2022 рік.